# Арієшень
Арієшень, Арієшені (рум. Arieșeni) — село у повіті Алба в Румунії. Входить до складу комуни Арієшень.
Село розташоване на відстані 345 км на північний захід від Бухареста, 77 км на північний захід від Алба-Юлії, 72 км на південний захід від Клуж-Напоки, 142 км на північний схід від Тімішоари.

## Населення
За даними перепису населення 2002 року у селі проживали 98 осіб, усі — румуни. Усі жителі села рідною мовою назвали румунську.